# Думовка
Думовка (укр. Думівка) — село,
Самотоевский сельский совет,
Краснопольский район,
Сумская область,
Украина.
Код КОАТУУ — 5922385404. Население по переписи 2001 года составляло 106 человек .

## Географическое положение
Село Думовка находится на расстоянии в 4 км от реки Сыроватка,
в 2,5 км расположены сёла Самотоевка и Чернетчина.
По селу протекает пересыхающий ручей с запрудой.

## Экономика
- «Думовское», ООО.